# Templo de Minerva de Dougga
El templo de Minerva de Dougga, es un templo pagano del yacimiento arqueológico de Dougga en Túnez, construido por los romanos en la segunda mitad del siglo I bajo el mandado del emperador Domiciano o bajo Antonino Pío (138-168).
Lo costeó la sacerdotisa del culto imperial Iulia Paula Laenatiana. Su estado es muy precario con sólo una pequeña parte de las paredes aún en pie y algunas columnas además del pavimento. Se encuentra orientado al sudoeste. La sala principal estaba precedida por un pórtico ya desaparecido; a la sala de culto se accedía por una escalera monumental erigida sobre un podio y al interior de la sala había otras salas que tenían acceso por puertas laterales.